# لیث حسین
لیث حسین (عربی: ليث حسين؛ زادهٔ ۱۳ اکتبر ۱۹۶۸) یک بازیکن فوتبال اهل عراق است.
از باشگاه‌هایی که در آن بازی کرده‌است می‌توان به الزورا، الکرخ، باشگاه ورزشی الریان، و تیم ملی فوتبال عراق اشاره کرد.
وی همچنین در تیم ملی فوتبال Iraq بازی کرده است.